# Polycanthus torosus
Polycanthus torosus är en plattmaskart som beskrevs av Hooge 2003. Polycanthus torosus ingår i släktet Polycanthus och familjen Polycanthiidae. Inga underarter finns listade i Catalogue of Life.